# Angela Dippe
Angela Ortiz Dip (São Borja, 10 de dezembro de 1961) é uma atriz, humorista e escritora brasileira descendente de libaneses.
Entre seus trabalhos mais conhecidos estão Rosana em Carinha de Anjo, Ivone na telenovela Pérola Negra, Penélope de Castelo Rá-Tim-Bum e o espetáculo Terça Insana.

## Carreira
Dançarina desde os 7 anos, começou sua carreira aos 17 anos, no grupo Choreo de dança contemporânea, em Porto Alegre.
Fez sucesso com a personagem Penélope no programa infantil Castelo Rá-Tim-Bum, exibido pela TV Cultura entre 1994 e 1997.
Em 2009, na Primeira Mostra Brasileira de Stand-Up Paulista, seu stand-up foi eleito como o melhor pelo jornal Folha de S.Paulo.
Em 2022, estrelou a peça "Maria Thereza e Dener (Uma Mulher Vestida de Silêncio)", onde interpretou a ex-primeira-dama do Brasil Maria Thereza Goulart.
Em 2023, estrela e dirige o monólogo “Aos 60 – Uma Aventura Divertida da Puberdade à Menopausa”.
Recentemente participou da websérie "Alô?! Alô?! Planeta Terra Chamando" de criação de Flavio de Souza e Fernando Vítolo falando sobre a trilogia do Rá-Tim-Bum que participou na TV Cultura de 1989 a 2005.

## Filmografia

### Cinema
| Ano  | Título                                 | Personagem                    |
| ---- | -------------------------------------- | ----------------------------- |
| 1988 | Romance                                | —                             |
| 1988 | Lua Cheia                              | Dalva                         |
| 1991 | Viver a Vida                           | —                             |
| 1992 | Oswaldianas                            | Oswaldete                     |
| 1994 | A Causa Secreta                        | —                             |
| 1994 | O Efeito Ilha                          | Gina                          |
| 1999 | Castelo Rá-Tim-Bum, o Filme            | Penélope                      |
| 1999 | Por Trás do Pano                       | Helô                          |
| 2003 | Ilha Rá-Tim-Bum - O Martelo de Vulcano | Nhã-Nhã-Nhã e Mãe da Rouxinol |
| 2005 | Eliana em o Segredo dos Golfinhos      | Tânia                         |
| 2008 | Bodas de Papel                         | Ana Carolina                  |
| 2009 | Carro de Paulista                      | Tia de Jorginho               |
| 2010 | A Guerra dos Vizinhos                  | Marysa                        |
| 2017 | Divórcio                               | Priscila Kadisci              |
| 2017 | A Comédia Divina                       | Recepcionista                 |
| 2023 | O Mestre da Fumaça                     | Gilda                         |

### Televisão
| Ano       | Título                           | Personagem            | Notas                                      |
| --------- | -------------------------------- | --------------------- | ------------------------------------------ |
| 1987–89   | TV Mix                           | Vários personagens    |                                            |
| 1990–94   | Rá-Tim-Bum                       | Carlota Teodoro       |                                            |
| 1994–97   | Castelo Rá-Tim-Bum               | Penélope              |                                            |
| 1996      | Colégio Brasil                   | Lívia Vale            |                                            |
| 1998      | Estrela de Fogo                  | Aurora Rodrigues      |                                            |
| 1998      | Pérola Negra                     | Ivone Pereira         |                                            |
| 2002      | Ilha Rá-Tim-Bum                  | Nhã-Nhã-Nhã           |                                            |
| 2004      | Retrato Falado                   | Maria                 | Episódio: "Sônia"                          |
| 2004      | Sob Nova Direção                 | Vivian                | Episódio: "Será que Elas São?"             |
| 2006      | A Diarista                       | Sandra                | Episódio: "Garoto de Ipanema"              |
| 2007      | Dance Dance Dance                | Araci Barbosa         |                                            |
| 2008      | Toma Lá, Dá Cá                   | Ivana Carraro         | Episódio: "A Vida é uma Roleta"            |
| 2008      | A Grande Família                 | Carmela Carvalho      | Episódio: "Adeus, Tuco"                    |
| 2009      | Maysa: Quando Fala o Coração     | Inah Monjardim        |                                            |
| 2009      | Caminho das Índias               | Samira                | Episódio: "19 de março"                    |
| 2009–10   | Malhação ID                      | Tânia Lima            | Temporada 17                               |
| 2011      | Aline                            | Ruth                  | Episódio: "Aline e Eu"                     |
| 2012      | Aquele Beijo                     | Carmem                | Episódio: "17 de fevereiro"                |
| 2012      | Avenida Brasil                   | Delegada Bernadete    | Episódio: "25 de junho"                    |
| 2013      | Pé na Cova                       | Vera Lúcia Pereira    | Temporada 2                                |
| 2013      | Amor à Vida                      | Vivian Lobato         |                                            |
| 2015      | Psi                              | Rafaela               | Episódio: "O Paciente Americano"           |
| 2016–18   | Carinha de Anjo                  | Rosana Almeida        |                                            |
| 2017      | Xilindró                         | Solange Rêgo Penteado | Episódio: "A Loira do Xilindró"            |
| 2017      | O Homem da Sua Vida              | Glória Almeida        |                                            |
| 2018      | Tá no Ar: a TV na TV             | Penélope              | Episódio: "10 de abril"                    |
| 2018      | O Negócio                        | Olivia                | Episódio:"Armadilha" Episódio:"Hipocrisia" |
| 2018      | Z4                               | Judith Valadares      |                                            |
| 2019      | Os Roni                          | Izadora               | Episódio: "Expulsos"                       |
| 2019      | Filhos da Pátria                 | Aracy                 | Temporada 2                                |
| 2019      | Multi Tom                        | Crazy Rotman          |                                            |
| 2020      | Dra. Darci                       | Elisa                 |                                            |
| 2021–2023 | Sintonia                         | Pastora Val           | Temporada 2 e 3                            |
| 2023      | Castelo Rá-Tim-Bum: O Reencontro | Ela mesma             | Especial (convidada)                       |
| 2025      | Falas Femininas                  | Ela mesma             | Especial do Dia Internacional da Mulher    |

### Internet
| Ano           | Título                           | Cargo                | Plataforma |
| ------------- | -------------------------------- | -------------------- | ---------- |
| 2017-presente | Angela Disse                     | Apresentadora        | YouTube    |
| 2023          | Castelo Rá-Tim-Bum: O Reencontro | Especial (convidada) | YouTube    |
| 2024          | O Grande Trapaceiro Americano    | Bella Silva          | YouTube    |